# Kerteminde
Kerteminde é um município da Dinamarca, localizado na região central, no condado de Fiónia.
O município tem uma área de 143 km² e uma  população de 10 986 habitantes, segundo o censo de 2005.